# Chris Dagley
Chris Dagley (genannt Daggers, * 23. Juni 1971 in Solihull; † 28. Juli 2010 in London) war ein britischer Jazz-Schlagzeuger. Bekannt wurde er besonders als gefragter Begleitmusiker vieler Jazz- und Mainstream-Musiker. Außerdem war er ein Wegbereiter der Internet-Session-Musikszene, wo bestellte, im Tonstudio eingespielte Samples direkt übers Web verschickt werden.

## Leben
Dagley wuchs in der kleinen Ortschaft Dorridge nahe Solihull in den West Midlands auf. Sein Vater David war selbst ein semi-professioneller Jazzpianist. Beide Eltern förderten seine musikalische Begabung. Nach jahrelangem Üben der Buddy-Rich-Techniken in der elterlichen Garage konnte der 13-jährige Jugendliche die Schlagzeuger-Stelle im „Midlands Youth Jazz Orchestra“ selbständig ausfüllen. Schon bald wurde er auch in Bill Ashtons National Youth Jazz Orchestra (NYJO) aufgenommen. Auch eine professionelle Footballspieler-Laufbahn wäre ihm offengestanden, aber er richtete sich auf die Musik aus. Bereits mit 18 Jahren gab er Studenten Schlagzeug-Unterricht.
Als junger Erwachsener zog er in eine Musiker-Wohngemeinschaft nach Bushey im Hertfordshire. Bis zum Verlassen des NYJO brachte er sich alle Fertigkeiten eines Drummer-Profis bei wie Zeichensprache (sightreading), Arrangements, zeitgenössische Grooves. Bob Armstrong, der Hauptschlagzeuger und Aufnahmeleiter bei Andrew Lloyd Webber, war zeitweilig sein Mentor.
Mit den bekannten Jazz-Solisten Benny Golson, Randy Brecker, Jim Mullen und Don Weller spielte er auf deren Einladung ebenso wie in der BBC Bigband. Die vielgerühmte britische Jazzsängerin Claire Martin und die Jazz-Klassik-Crossover-Violinistin Lizzie Ball holten ihn in ihre Begleitband. Auch von Mainstream-Popmusikern wie Bette Midler, Lionel Richie, Take That, Jamiroquai, Liza Minnelli, Westlife, Will Young, Van Morrison und den Osmonds bekam er Aufträge als Begleitmusiker für Aufnahmen oder Tourneen.
Als 2006 der bekannte Ronnie Scott’s Jazz Club in London wiedereröffnete, erhielt Dagley zusammen mit dem Pianisten James Pearson und dem Bassisten Sam Burgess eine Festanstellung in der neuen Hausband.
Dagley starb am 28. Juli bei einem Motorrad-Unfall auf der Autobahn A40 nahe White City, als er nach einem Konzert nach Ruislip in Middlesex nach Hause fuhr. Der 39-Jährige hinterließ eine Ehefrau und drei Kinder, einen Sohn und zwei Töchter.

## Stil
Dagley fühlte sich zunächst besonders angezogen von Funk-Drumstilen wie jenen der US-Amerikaner Steve Gadd, Dave Weckl und Vinnie Colaiuta. Als gefragter Studio- und Session-Musiker überließ er bereitwillig anderen das Rampenlicht, zeigte aber viel eigene, kreative „Handschrift“ als Drummer.
Der für seine unermüdliche Energie gelobte Musiker hatte ein hoch trainiertes, beinahe absolutes Gehör. Ein Arrangement, das er einmal kurz hörte, konnte er meist direkt reproduzieren. Er war auch dafür bekannt, jedes Musikstück sofort vom Blatt lesen zu können. Als Hausband-Profi wandelte er seinen harten Funkstil in einen geschmeidigeren Jazzstil. Er hatte sich dabei zur ständigen Gewohnheit gemacht, jeden seiner Auftritte mit einem DAT-Rekorder aufzunehmen, um sie später akkurat auf Verbesserungspotenzial hin zu analysieren.